# Inside the Mind of Bill Cosby
| Recensione | Giudizio |
| ---------- | -------- |
| Allmusic   | [ 1 ]    |
| Newsday    | A–       |

Inside the Mind of Bill Cosby è un album discografico dal vivo dell'attore comico statunitense Bill Cosby, pubblicato nel 1972 dalla MCA Records.

## Il disco
Registrato al Circle Star Theater in California, a differenza dei precedenti album di Cosby, nei quali la sua infanzia e giovinezza erano la fonte principale del repertorio comico, qui il materiale di Cosby è incentrato su episodi contemporanei con i suoi famigliari, come le tracce Bedroom Slippers (che parla dei giochi in cortile della sua figlia più piccola con i cani di famiglia) e Froofie the Dog (dove si narra della figlia maggiore che vuole guardare la televisione mentre Bill sta vedendo Gunsmoke). I temi inerenti alla sua infanzia tornano solo nella conclusiva Slow Class.

## Tracce
1. The Invention of Basketball – 4:22
2. Survival – 3:15
3. Ennis' Toilet – 1:41
4. Bill's Marriage – 2:08
5. Bedroom Slippers – 6:48
6. Froofie the Dog – 5:28
7. The Lower Tract – 2:23
8. Sulphur Fumes – 0:56
9. Football – 2:30
10. Slow Class – 8:23